# Othelais histrio
Othelais histrio là một loài bọ cánh cứng trong họ Cerambycidae.